# Loekebeer
Loekebeer, Lokkebeer, Loekeman of Loekedoe is de naam van een figuur uit de Vlaamse folklore.
De Loekebeer woonde volgens de verhalen in beerputten. Hij trok nieuwsgierige kinderen de beerput in. De ouders vertelden deze verhalen om te voorkomen dat kinderen te dicht bij een beerput zouden spelen. Hierdoor kan men de Loekebeer categoriseren als een boeman of kinderschrik. Hij is vergelijkbaar met de korenpater die in het koren leefde en de kinderen hun tenen afbeet. Ook werd hij voorgesteld als een soort weerwolf of kludde.
Vooral in Aalst zijn er veel verhalen over de Loekebeer verteld. In Berlaar en Heist-op-den-Berg is het de "Loekedoe" die kelders en zolders onveilig zou maken voor kinderen.